# Phare de Marmaraereğlisi
Le phare de Marmaraereğlisi (en turc : Marmara Ereğlisi Feneri)  est un feu côtier situé sur la côte ouest de la mer de Marmara, à Marmaraereğlisi dans la province de Tekirdag, en Turquie.
Il est exploité et entretenu par l'Autorité de sécurité côtière (en turc : Kıyı Emniyeti Genel Müdürlüğü) du Ministère des transports et des communications.

## Histoire
Le phare a été construit par des entrepreneurs français en 1861 pendant l'Empire ottoman. Il est situé sur un promontoire à Marmaraereğlisi, à 32 km à l'est de Tekirdağ.
Le phare et le bâtiment de garde sont sous la protection de la Direction générale de la sécurité côtière en tant que patrimoine national.

## Description
Le phare  est une tour octogonale en fonte blanche, de 8 m de haut, avec une galerie et une haute lanterne, attachée à une maison de gardien d'un étage.
Son feu à éclats émet, à une hauteur focale de 53 m, un bref éclat blanc d'une 0.4 seconde par période de 10 secondes. Sa portée est de 16 milles nautiques (environ 30 km). Il possède un radar Racon et un système d'identification automatique (AIS)
Identifiant :ARLHS : TUR-059 - Admiralty : N4898 - NGA : 17072.

## Caractéristique dufeu maritime
Fréquence : 10 secondes (W)
- Lumière : 0.4 seconde
- Obscurité : 9.6 secondes

### Lien connexe
- Liste des phares de Turquie